# Rasjön, Småland
Rasjön är en sjö i Vaggeryds och Gislaveds kommuner i Småland och ingår i Nissans huvudavrinningsområde. Sjön är 20 meter djup, har en yta på 3,91 kvadratkilometer och befinner sig 242,9 meter över havet, det vill säga cirka 4 m över sjön Rakalven. Sjön avvattnas av vattendraget Svanån (Radan). Vid provfiske har bland annat abborre, gädda, gös och mört fångats i sjön.
Stränderna är mestadels steniga och sandiga med en sparsam vegetation av bland annat sjösäv, sjöfräken, flaskstarr, näckrosor och notblomster. Sjön omges huvudsakligen av barrskog med inslag av myr- och odlingsmark. Tillrinningsområdet är 16,8 km² stort och består mestadels av skogs- och myrmark med en mindre andel odlad mark. Vandringshinder i form av dämme finns vid sjöns utlopp.
Sjön har en hög biologisk funktion och hyser vissa raritetsvärden. Bland häckande sjöfågel märks bland annat storlom, fiskgjuse, lärkfalk och häger. Flotagräs växer i sjön. Tidigare har även blågrönalgen Nostoc zetterstedtii påträffats i sjön. Rasjön har en mycket desmidiaceaerik (en sorts grönalg) planktonflora. Förekommande fiskarter är ål, sik, gädda, sutare, mört, lake och abborre. Eventuellt förekommer även gös och bäckröding. Tillgängliga data visar inte på någon högre biologisk mångformighet. Fiskfaunan är måttligt artrik och inte heller de abiotiska parametrarna tyder på någon större artrikedom. Sjön saknar betydelse för forskning och undervisning och kan inte anses vara ett framstående exempel på någon sjötyp. Sjön ar utpekad som regionalt värdefullt vatten (Natur och fiske, 2006).

## Rasjö masugn
Söder om sjön ligger Rasjö masugn. Masugnsruinen och den omgivande bebyggelsen är ett av få bevarade exempel på järnhantering i Bondstorps socken. Masugnen var i bruk från 1725 till 1895 och lydde under Nissafors bruk. Malmen hämtades från Taberg.

## Delavrinningsområde
Rasjön ingår i delavrinningsområde (638639-138621) som SMHI kallar för Utloppet av Rasjön. Delavrinningsområdets medelhöjd är 261 meter över havet och ytan är 20,77 kvadratkilometer. Det finns inga delavrinningsområden uppströms utan avrinningsområdet är högsta punkten. Svanån (Radan) som avvattnar delavrinningsområdets har biflödesordning 2, vilket innebär vattnet flödar genom totalt 2 vattendrag innan det når havet efter 176 kilometer. Delavrinningsområdet består mestadels av skog (58 procent). Avrinningsområdet har 3,96 kvadratkilometer vattenytor vilket ger det en sjöprocent på 19,1 procent. Bebyggelsen i området täcker en yta av 0,3 kvadratkilometer eller 1 procent av avrinningsområdet.

## Fisk
Vid provfiske har följande fisk fångats i sjön:
- Abborre
- Gädda
- Gös
- Mört
- Sik
- Ål